# Romano Ferrauto
Romano Ferrauto (Castel Giorgio, 23 novembre 1939) è un politico italiano.

## Biografia
Esponente del Partito Socialista Democratico Italiano, è vicesindaco a L'Aquila durante la giunta guidata da Enzo Lombardi.
Viene eletto alla Camera dei deputati nel 1992 in Abruzzo con il PSDI, rimane a Montecitorio fino al 1994.
Nel febbraio 2004 viene nominato dalla Regione Abruzzo come commissario regionale presso il Consorzio di sviluppo industriale del comprensorio aquilano.